# Valentinhaft
Valentinhaft ist ein Dorf und eine Ortschaft in der Gemeinde Munderfing im Bezirk Braunau am Inn in Oberösterreich.

## Geographie
Valentinhaft liegt im Mattigtal auf einer Höhe von 496 m ü. A., rund 3,5 km südlich des Gemeindehauptortes Munderfing.